# 957
Évszázadok: 9. század – 10. század – 11. század
Évtizedek: 900-as évek – 910-es évek – 920-as évek – 930-as évek – 940-es évek – 950-es évek – 960-as évek – 970-es évek – 980-as évek – 990-es évek – 1000-es évek
Évek: 952 – 953 – 954 – 955 –  956 – 957 – 958 – 959 – 960 – 961 – 962

## Események

### Európa
- Itáliai hadjárata során lázas betegségben meghal Ottó német király idősebb fia és trónörököse, Liudolf. A 45 éves Ottónak – miután második feleségétől született két fia is csecsemőkorában meghalt – csak egyetlen örököse marad, a két éves II. Ottó. A német sereg kivonul Itáliából, amelyet újra birtokba vesz királya, II. Berengár.
- Lothár nyugati frank király és Brúnó kölni érsek (és lotaringiai herceg) közösen vonul fel III. Reginar hainaut-i gróf ellen, aki önhatalmúlag megszállta Lothár anyjának birtokait, köztük Brüsszel városát. A grófot elfogják és a Csehországba száműzik.
- II. Mastalus, a dél-itáliai Amalfi első patríciusa nagykorúvá válik és herceggé kiáltja ki magát.
- Angliában Mercia és Northumbria fellázad az inkompetens Eadwig király ellen és öccsét, Edgart kiáltják ki uralkodójuknak. A két fivér kiegyezik, Eadwig megtartja a Temzétől délre fekvő országrészt, Edgar pedig megkapja a folyótól északra eső régiót. Az Eadwig miatt Flandriába menekült Dunstan apát visszatér és kinevezik London és Worcester püspökévé.

## Születések
- Ahmad ibn Ali ibn al-Ihsíd, egyiptomi emír

## Halálozások
- szeptember 2. – Liudolf, sváb herceg
- Al-Isztahri, perzsa utazó

## Fordítás
- Ez a szócikk részben vagy egészben  a(z)   957 című angol Wikipédia-szócikk ezen változatának fordításán alapul.  Az eredeti cikk szerkesztőit annak laptörténete sorolja fel. Ez a jelzés csupán a megfogalmazás eredetét és a szerzői jogokat jelzi, nem szolgál a cikkben szereplő információk forrásmegjelöléseként.